# L'Umbracle
L'Umbracle est un petit jardin public qui fait partie de l'ensemble architectural de la Cité des arts et des sciences de Valence, conçu par l'architecte valencien Santiago Calatrava Valls. Il s'agit d'une promenade de palmiers couverte par une série de 55 arches fixes et 54 arches flottantes d'une hauteur de 18 mètres. L'ensemble est décoré de trencadis blanc et recouvre un parking pour automobiles.
L'Umbracle abrite plus de 50 espèces de plantes typiques du pays valencien. 

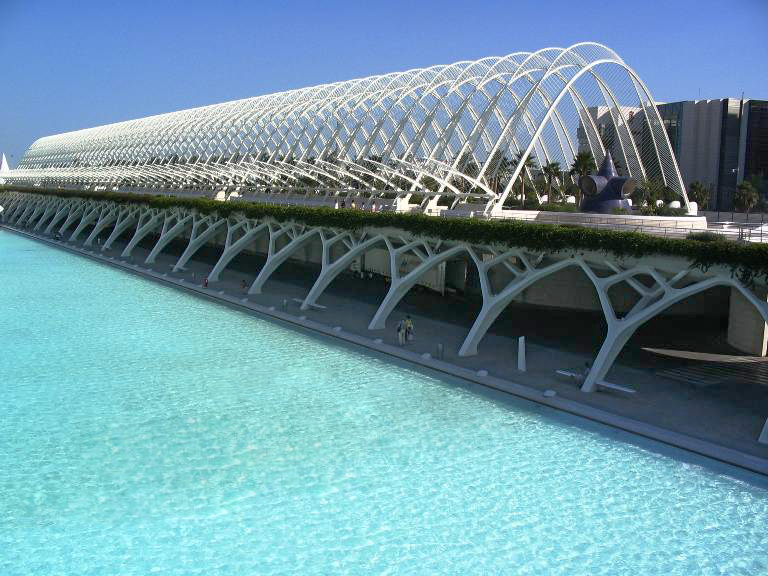
Vue extérieure de L'Umbracle.
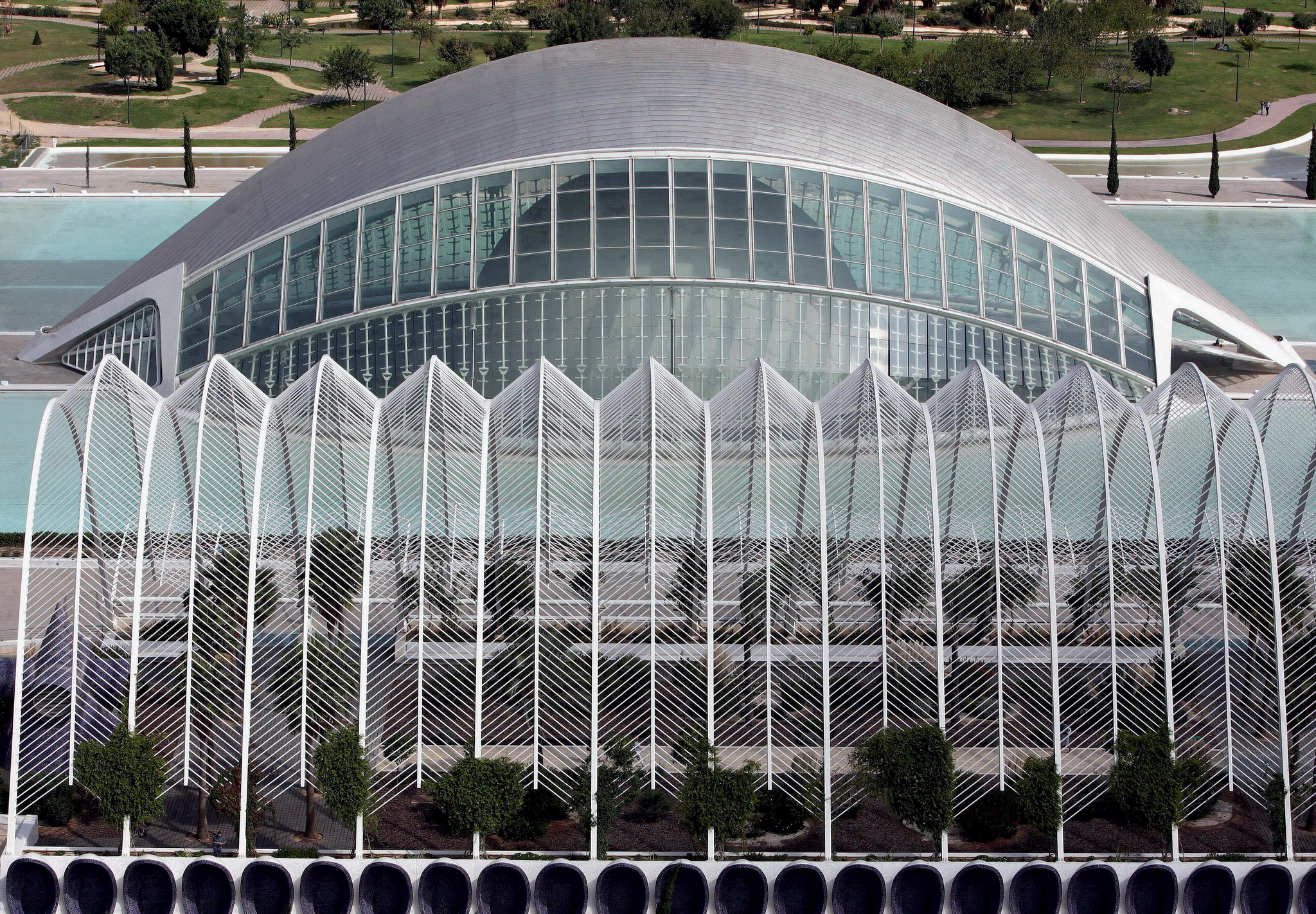
L'Umbracle avec l'Hemisfèric à l'arrière-plan.

## Localisation
Comme le reste de la Cité des arts et des sciences, l'Umbracle se trouve à l'est de l'ancien lit du fleuve Turia, délaissé par celui-ci depuis une cinquantaine d'années, et qui a laissé place aux Jardins du Túria.